# Håvard Nordtveit
Håvard Nordtveit (Vats, 21 de junho 1990) é um futebolista norueguês que atua como volante. Atualmente joga no Hoffenheim.